# Prodotiscus zambesiae
Prodotiscus zambesiae е вид птица от семейство Indicatoridae.

## Разпространение
Видът е разпространен в Ангола, Ботсвана, Бурунди, Етиопия, Замбия, Зимбабве, Демократична република Конго, Кения, Малави, Мозамбик, Намибия, Руанда и Танзания.